# Кајл Вокер
Кајл Ендру Вокер (енгл. Kyle Andrew Walker; Шефилд, 28. мај 1990) јесте енглески фудбалер. Тренутно игра за Милан на позајмици из Манчестер ситија.

## Каријера

### Шефилд јунајтед
Вокер је постао члан Шефилд јунајтеда када је имао само 7 година. Крајем 2008. године провео је месец дана на позајмици у трећелигашу Нортхемптон тауну. Убрзо по повратку у свој матични клуб, Вокер је дебитовао 13. јануара 2009. фодине на утакмици ФА купа против Лејтон оријента. 25. априла је забележио први лигашки наступ за Шефилд јунајтед, на мечу против Свонзи ситија. У финалу доигравања Чемпионшипа постао је најмлађи играч у историји Шефилд јунајтед који је играо на Вемблију.

### Тотенхем хотспер
Дана 22. јула 2009. Тотенхем је за 9 милиона фунти из Шефилд јунајтеда довео Кајла Вокера и Кајла Нотона. Договорено је да Вокер и долазећу сезону проведе у јоркширском клубу као позајмљени играч. Након одласка Алана Хатона у Сандерланд, Тотенхем је одлучио да врати Вокера са позајмице. За свој нови клуб дебитовао је 27. марта 2010. против Портсмута (2:0).
Почетком наредне сезоне Квинс парк ренџерси договорили су се о шестомесечној позајмици Кајла Вокера. Други део сезоне провео је у Астон Вили, постигавши 2 гола на 18 утакмица у свим такмичењима. Вокер је наговестио да би могао да се врати у Астон Вилу, али тренер Тотенхем Хари Реднап није желео да га се одрекне.
Дана 22. априла 2012. проглашен је за најбољег младог играча Премијер лиге. Тотенхем га је наградио новим петогодишњим уговором.
28. октобра 2013. Вокер је продужио уговор са клубом до 2019. године.

### Манчестер сити
Дана 14. јула 2017. потписао је уговор са Манчестер ситијем на пет година. Вредност трансфера била је износила 50.000.000 €.

## Репрезентација
За репрезентацију Енглеске дебитовао је 12. новембра 2011. године. Енглеске је савладала Шпанију у пријатељској утакмици резултатом 1:0, а Вокер је у игру ушао у 85. минуту, заменивши Скота Паркера.